# Bogdan Mazan
Bogdan Alojzy Mazan – polski historyk, dr hab. nauk humanistycznych, profesor zwyczajny i kierownik Katedry Literatury Pozytywizmu i Młodej Polski Wydziału Filologicznego Uniwersytetu Łódzkiego.

## Życiorys
Obronił pracę doktorską, 27 marca 1995  habilitował się na podstawie pracy zatytułowanej 'Impresjonizm' Trylogii Henryka Sienkiewicza - analiza, interpretacja, próba syntezy. 2 czerwca 2003 nadano mu tytuł profesora w zakresie nauk humanistycznych. Był zatrudniony na stanowisku profesora zwyczajnego i kierownika w Katedrze Literatury Pozytywizmu i Młodej Polski, oraz dziekana na Wydziale Filologicznym Uniwersytetu Łódzkiego.
Jest członkiem Komitetu Nauk o Literaturze Polskiej Akademii Nauk.